# Pietro Caraciotti
 (Terni, 7 gennaio 1820 – Terni, 14 giugno 1891) è stato un politico italiano, sindaco di Terni dal 1879 al 1882.

## Biografia
Pietro Caraciotti nasce a Terni nel 1820 da Angelo e Marianna Camilli. Proveniva da famiglia aristocratica, nobilitata solo all'inizio dell'Ottocento con l'ascrizione al Primo Ceto cittadino, che in precedenza aveva avuto tra i suoi esponenti numerosi farmacisti attivi a Terni nel Seicento e Settecento. Pietro Caraciotti fin da giovane aderì ai movimenti per l'Unità d'Italia partecipando attivamente ai monti insurrezionali nell'Umbria. Come esponente di una delle più antiche famiglie ternane, attestata fin dal XIV secolo, era strettamente imparentato con molte famiglie nobili, il fratello Stanislao sposò infatti la contessa Teresa Manassei ed un altro fratello Lorenzo si unì con la nobile Alessandra Pierfelici. Partecipò fin da giovane ai moti risorgimentali, aderendo alla Repubblica Romana del 1849: in tale ambito divenne consigliere del Comitato di Sicurezza Pubblica e del Circolo Popolare Nazionale di Terni, insieme a numerosi altri futuri sindaci di Terni (Giuseppe Nicoletti, Ludovico Silvestri). Divenne sindaco di Terni nel 1879 eletto da una base elettorale ancora molto esigua, maschile e sul base censuaria (poche centinaia di individui) a fronte di una popolazione comunale di circa 24.000 persone. Monarchico, tra le cariche ricoperte si ricorda quella di presidente della "Associazione Monarchica Costituzionale" di Terni.

## Nota
Tra gli esponenti della famiglia Caraciotti di Terni si ricorca anche Stanislao Caraciotti (Roma, 11 dicembre 1897 –al largo dell'Asinara, 9 settembre 1943) ammiraglio italiano commendatore dell'Ordine della Corona d'Italia, caduto nell'affondamento della corazzata Roma.